# Carro da guerra
Il carro da guerra è un tipo di carro trainato da asini e poi da cavalli, utilizzato in guerra come veicolo principale di molti popoli antichi.
Utilizzato in Mesopotamia già dal II millennio a.C., il carro da guerra era veloce, leggero, aperto, montato su due ruote e trainato da due o più cavalli attaccati fianco a fianco. Il carro, guidato da un auriga, fu utilizzato per la guerra antica durante l'età del Bronzo e del Ferro. Il carro ha continuato ad essere utilizzato per spostamenti, processioni e nei giochi e gare dopo che era stato superato l'utilizzo per scopi militari.
La parola "carro" deriva dal latino carrus, a sua volta un prestito dal gallico. Nell'antica Roma e in altri paesi del Mediterraneo antico una biga era un carro a due cavalli, mentre una quadriga era trainata da quattro cavalli.
L'invenzione fondamentale che ha permesso la costruzione di veloci carri trainati da cavalli per l'uso in battaglia è stata la ruota a raggi. Le prime testimonianze di ruote di carri risalgono al 2000 a.C. ed il loro utilizzo ha raggiunto il picco intorno al 1300 a.C. (vedi battaglia di Kadesh). I carri cessarono di avere rilevanza militare nel IV secolo a.C., ma le corse dei carri nei ludi circensi hanno continuato ad essere popolari a Costantinopoli fino al VI secolo.

## Storia

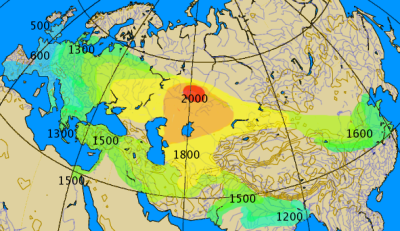
Mappa storica dell'espansione del carro dal 2000 (cultura di Sintashta) al 500 a.C.

Con la crescita degli stati, la velocità di movimento divenne cruciale poiché il potere centrale non poteva essere mantenuto in mancanza di una rapida repressione delle ribellioni. La prima soluzione all'esigenza fu il carro da guerra, che s'iniziò ad usare nel Vicino Oriente intorno al 2000 a.C. Dapprima trainato dall'onagro, dal bue o dall'asino, detto veicolo consentiva il celere attraversamento delle terre del Vicino Oriente, relativamente piane. I carri erano leggeri a sufficienza per eseguire agevolmente il guado di un fiume.
Tipicamente, il carro vedeva all'opera due uomini: l'arciere e l'auriga. In epoca più tarda, furono tuttavia sviluppati carri in grado di ospitare fino a cinque guerrieri, ma è alquanto controverso se tali veicoli fossero realmente efficaci.
Il principale vantaggio dei carri risiedeva nella mobilità tattica concessa agli arcieri. Poiché la fanteria irreggimentata in rigidi ranghi rappresentava la formazione d'elezione - consentiva ai generali dell'epoca di mantenere il comando e controllo "azione durante", ed al contempo garantiva reciproca protezione tra i commilitoni - una forza di carri poteva restare a distanza ragguardevole dagli avversi schieramenti ed ugualmente tempestare di frecce i nemici. Considerata la loro velocità, era praticamente escluso che i carri fossero neutralizzati da una carica. Se, d'altronde, un'unità di fanteria si fosse sparpagliata per ridurre il danno cagionato dalle frecce, avrebbe altresì perso il beneficio della protezione reciproca, e di conseguenza i "carristi" ne avrebbero avuto ragione ancor più facilmente.
Da un punto di vista tattico, i carri mettevano una sorta di dilemma, proprio in quanto indispensabili per il contesto operativo del tempo. I carri erano, in ogni caso, arnesi complicati, per la cui manutenzione servivano esperti artigiani. Ne consegue che mantenere i carri era costoso. Quando erano di proprietà privata, tendevano a generare una classe guerriera di specialisti, ed a far virare la società verso forme di "feudalesimo" (ciò è ben rappresentato dall'Iliade di Omero). Quando invece appartenevano al potere pubblico, erano un puntello della solidità delle istituzioni, concorrendo all'affermazione di un forte governo centralizzato, come nel caso dell'Antico Egitto.
Il carro da guerra poteva essere utilizzato in vari modi, a seconda dello stile di combattimento peculiare di una data epoca e di una data civiltà. Nell'Illiade il carro permetteva all'eroe di muoversi rapidamente da un punto all'altro della battaglia (senza doversi stancare eccessivamente per il peso dell'armatura) e di fuggire nelle retrovie quando è ferito. Viene inoltre utilizzato per aggirare la fanteria nemica e permettere agli eroi di attaccarla alle spalle o ai fianchi.

### Forme primitive

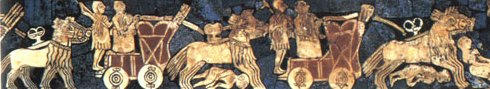
Stendardo di Ur.

La più antica rappresentazione di carri in un contesto militare risale al XXVI secolo a.C. su un pannello ligneo ornato proveniente da Ur. Nel c.d. "Stendardo di Ur" sono infatti raffigurati cinque carri trainati da buoi o onagri: si trattava con buona probabilità di carriaggi logistici e non veicoli da combattimento. I Sumeri possedevano dei carri leggeri tirati da quattro onagri ma dotati di ruote lignee piene, dato che la ruota a raggi non apparve in Mesopotamia prima del II millennio a.C.

### Indo-iranici
Il carro da guerra trainato da cavalli fu, con ogni probabilità, sviluppato nelle terre a nord del Mar Caspio, tra popolazioni nomadi che avevano addomesticato i primi cavalli, simili alla razza "caspian" attuale. Queste popolazioni, probabilmente di lingua indoeuropea, si mossero alla conquista di molte civiltà mediterranee, medio e vicino orientali, e della valle dell'Indo; forse giunsero fino alla Cina occidentale. I popoli attaccati recepirono e riadattarono la scoperta.

### Ittiti

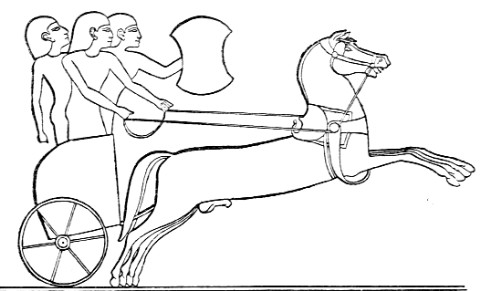
Carro da guerra ittita.

Il regno di Mitanni fu il responsabile dell'introduzione del cavallo da tiro e del carro da guerra nel Tardo Bronzo del Vicino Oriente.

La prima testimonianza di carri da guerra nell'Impero ittita risale al periodo del primo re ittita Hattušili I, nel XVII secolo a.C.. Un testo ittita relativo ai carri è attribuito a Kikkuli di Mitanni e risale al XV secolo a.C.

Gli Ittiti erano valenti conducenti di carri. Essi svilupparono una nuova tipologia di carro dotato di ruote più leggere con quattro raggi invece di otto, e che poteva portare tre guerrieri invece di due; precisamente un domatore, un fante e un uomo dotato di scudo per proteggere i compagni.

### Antico Egitto

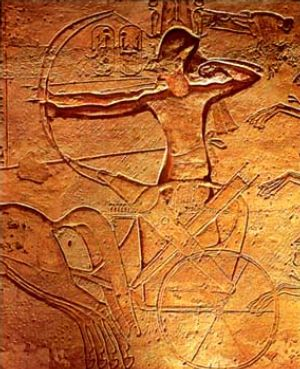
Rilievo di Ramses II nella battaglia di Kadesh.

Il carro da guerra indo-iranico fu introdotto nell'Antico Egitto dagli invasori Hyksos nel XVI secolo a.C. (c.d. "Secondo Periodo Intermedio"). Gli egizi, al tempo della XVIII dinastia seppero far proprio e migliorare il carro indo-iranico, sviluppandone una versione più agile ed efficiente, con equipaggio di soli 2 uomini (auriga-scudiero e arciere) che garantì loro la supremazia sui popoli confinanti portando l'Impero all'apice della sua potenza sotto il faraone Thutmosi III. Erano veicoli realizzati in legno, dotati di faretra per le frecce ed i giavellotti.

### Antica Palestina
Come si può leggere nella Bibbia, il carro da guerra era in uso sia presso gli Ebrei sia molti dei loro nemici. Tra questi si ricorda Sisara, il giovane condottiero che col suo esercito di Cananei seminò a lungo il terrore potendo disporre di ben 900 carri, che vennero però infine sbaragliati da Barac.

### Antica Grecia e civiltà italiche preromane
Dei carri greci ne dà testimonianza l'Iliade, scritta verso il VII secolo a.C. e le cui vicende sono ambientate almeno 4-5 secoli prima.

Su ogni carro montavano un auriga (guidatore) e il condottiero, che però in genere si serviva del carro come mezzo di trasporto per raggiungere il campo di battaglia o per inseguire i nemici, ma per combattere scendeva e si batteva a piedi. Probabilmente la stabilità del carro non era tale da permettere di combattere restando a bordo. A causa dell'elevato costo sia del carro stesso, sia dei cavalli, il suo uso era riservato ai capi dell'esercito. Non mancano nella poesia epica casi in cui i possessori del cocchio sono privi del titolo di comandante; ma si tratta comunque di guerrieri appartenenti all'aristocrazia. Nell'Iliade dispongono di un carro Achille, Ettore, Diomede, Sarpedone, Asio, Assilo, Pilemene, Timbreo, Rigmo, Reso, e molti altri. Nell'Eneide invece il carro è poco presente; gli unici ad averlo sono Turno, Remo, Murrano, Virbio, Lucago e Nifeo (quest'ultimo per l'esattezza ha una quadriga, da lui guidata personalmente). 
Secoli dopo, il carro da guerra venne utilizzato su più larga scala e usato anche come mezzo per sfondare le linee nemiche con un'azione d'urto: al tempo di Alessandro Magno l'esercito dei suoi nemici persiani contava su un folto reparto di carri falcati, cioè armati di lame montate sui mozzi delle ruote, che venivano lanciati a tutta velocità contro lo schieramento avversario. I carri da guerra, però, richiedevano un campo di battaglia ampio e pianeggiante per poter essere impiegati; dal III secolo a.C. circa essi vennero quindi soppiantati dalla cavalleria, più manovrabile e flessibile.